# 冯安邦
馮安邦（1884－1938年），出生於山東無棣，中華民國軍人，官至中將，於中日戰爭期間陣亡的中國軍方高級將領之一。

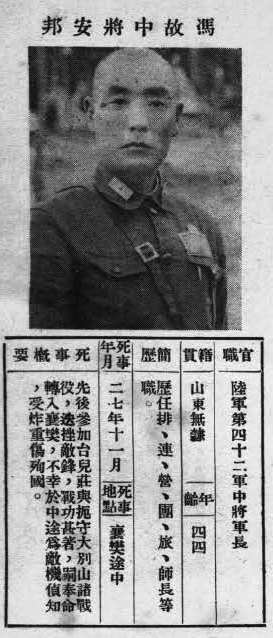
《抗戰軍人忠烈錄》（第一輯）中的馮安邦烈士遺像

## 生平
馮安邦於1907年從軍，1911年辛亥革命後轉隸第十六混成旅馮玉祥麾下。1921年隨馮玉祥入陝討伐陝督陳樹藩。1927年就任寧夏省主席，在隴南作戰中，克復天水城。為西北軍提供物資及人員調配。
中原大戰後因西北軍戰敗，率領部隊追隨上級孫連仲納入蔣中正南京國民政府指揮。1933年，晉升國民革命軍第27師師長後，入南京中央陸軍軍官學校高級班第二期受訓。結業後返回江西省，率部參加剿共作戰，1935年再追擊至湘西。
1937年中日戰爭爆發，馮安邦晉升國民革命軍第四十二軍中將軍長，參加平津作战、娘子關戰役。1938年臺兒莊戰役獲頒青天白日勳章。同年秋，四十二軍轉戰湖北省大別山防禦任務，11月3日四十二軍撤退到湖北省襄陽時遭到日機空襲，馮安邦負傷陣亡。
1940年10月2日，中華民國政府特以1305號褒揚令明令褒揚。